# المعيار الدولي لإعداد التقارير المالية رقم 17

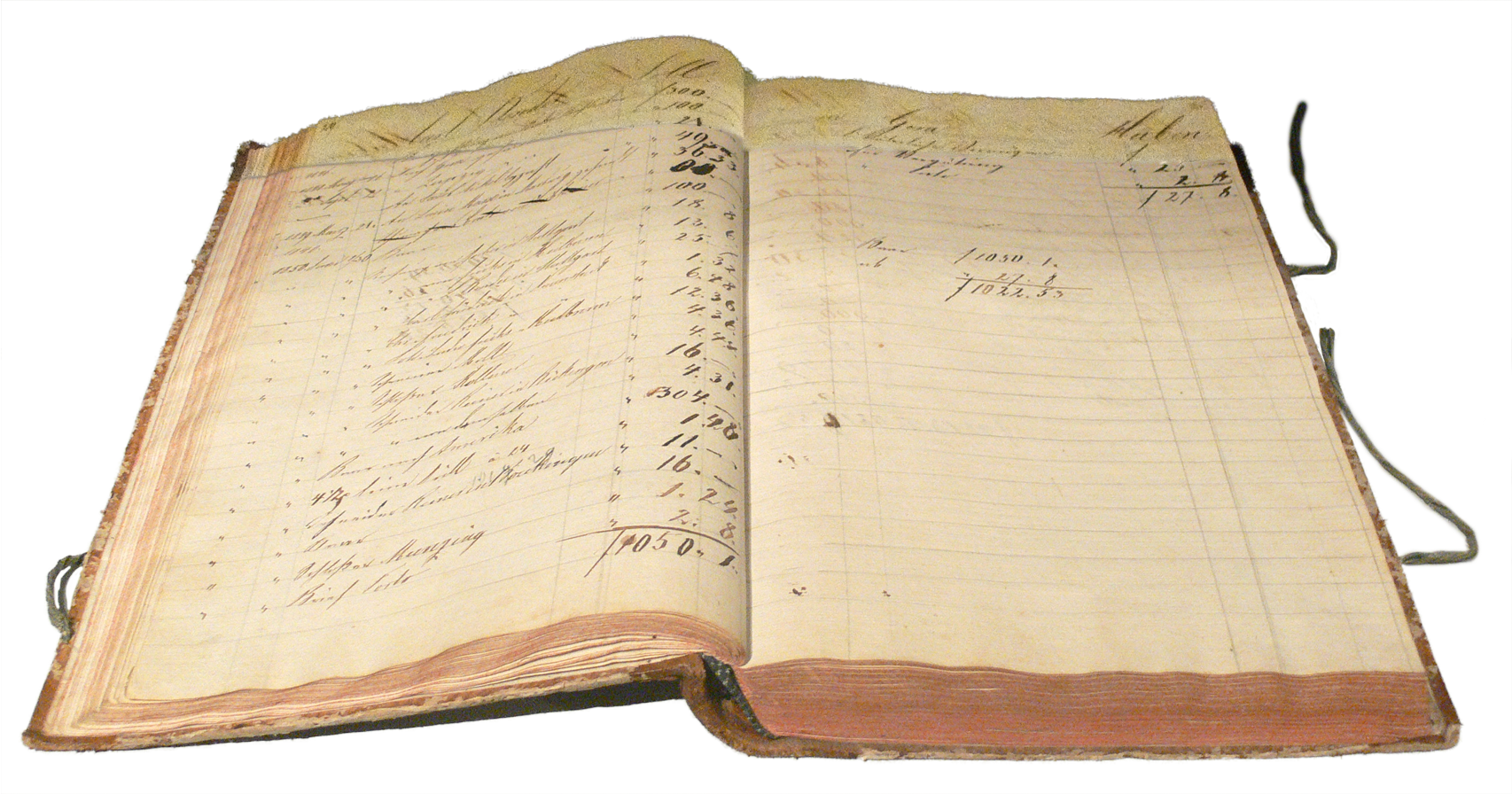

المعيار الدولي لإعداد التقارير المالية رقم 17 هو أحد المعايير الدولية لإعداد التقارير المالية والذي صدر في 18 مايو 2017 وذلك اتساقاً مع الحقبة الجديدة للمحاسبة، حيث حقق المعيار طفرة تاريخية على نمط العرض التقليدي للقوائم المالية، في سبيل تقديم معلومات أكثر شفافية وجودة، مما يوفر أدق رؤية لمستخدمي القوائم المالية كي يتمكنوا في التوقيت الصائب من تقييم أثر العقود التي تدخل ضمن نطاق المعيار على المركز المالي والأداء المالي للشركة، هذا المعيار يصور أيضاً مدى مرونة الحقبة الجديدة للمحاسبة القائمة على معايير مبنية على أساس المباديء العامة، هذا يعني أن الاجتهادات سيكون لها شأن عظيم.
سوف يلزم المعيار الشركات باستخدام تقديرات تعتمد على افتراضات حالية متسقة مع المعلومات السوقية لتعكس توقيت ومبلغ وعدم التأكد من التدفقات النقدية اللازمة للوفاء بعقود التأمين.
قياس هذه التقديرات باستخدام نموذج محاسبي موحد يُمكّن المستثمرين والمشاركين في سوق التأمين العالمي من اتخاذ قرارات اقتصادية صائبة في التوقيت المناسب، ومن ثَم سيستقر هذا القطاع الاقتصادي الضخم على المدى البعيد، فالمعيار يعزز من توفير معلومات ذات جودة عالية وشفافية في التوقيت الذي يمنحهم فرص تجنب المخاطر الناشئة عن عقود التأمين، كتلك التي أذلت جبين الرأسمالية اليابانية عند مطلع شمس الألفية.
هذا القياس سوف يرتكز على فكرة تجميع عقود التأمين عند الاعتراف الأولي بناءً على أرباحها أو خسائرها المتوقعة، مع منع إجراء أية مقاصة بين أرباح وخسائر العقود، مثل هذا الأمر سيعزز من عدالة وشفافية المعلومات المقدمة، وداخلياً سيسلط الضوء على ضرورة تطوير أو تكوين مزيد من الأقسام بالشركة، فالشركة ستكون بحاجة إلي أدق معلومات معقولة ومؤيدة يمكن الاعتماد عليها لتتمكن من تجميع عقود التأمين لأغراض القياس والعرض والإفصاح بشكل يعكس ربحيتها التي لن يعترف بها فوراً بل ستوزع على مدى فترة التغطية، أو خسائرها المتوقعة التي سيتم الاعتراف بها فوراً في الأرباح أو الخسائر، كون هذا التوقيت مثالي جداً لإتخاذ القرارات الاقتصادية.
كذلك سوف يحسن المعيار من جودة المعلومات المعروضة عن عدم التماثل الاقتصادي، فالمعيار يتطلب خصم تلك التدفقات النقدية الناشئة عن التزامات عقود التأمين باستخدام معدلات خصم حالية تعكس خصائصها، وليس معدلات تستند إلي خصائص الأصول المعززة لإلتزامات عقود التأمين.
أيضاً، أحد مكونات قياس التزامات التأمين المحورية سيكون هامش الخدمة التعاقدية، الذي سيصور الأرباح غير المحققة على مدى فترة التغطية، أهتم كذلك المعيار بضرورة وجود مقابل لمخاطر التأمين المهمة مُقاس بشكل صريح وإلزامي ضمن مكونات قياس تلك الالتزامات، هذا المقابل سنعبر عنه بمصطلح تعديل المخاطر، والذي سيصور المقابل الذي تفرضه الشركة نظير تحملها المخاطر غير المالية الناشئة عن العقود، مما سيوفر معلومات أكثر جودة حول رؤية الشركة للأعباء الاقتصادية التي تتحملها نتيجة مخاطر التأمين تلك، والتي سيتم توزيعها على مدى فترة التغطية، آلية توزيع هذه سوف تعكس مدى احترافية الشركة في إدارة تخفيف تلك المخاطر على مدى فترة التغطية.
وبالتالي، أصبح بمقدورك تحديد إلي أي مدى تتناسب أرباح الشركة مع الخدمات التأمينية المقدمة، ومصادر تلك الأرباح، ليس هذا فحسب بل يمكنك أيضاً تحديد ما إذا كان المقابل الذي تفرضه الشركة نظير تحمل المخاطر غير المالية يناسب حجم هذه المخاطر أم لا.
بشكل عام، ودون الحاجة إلي مستشارين أو محللين، حتى وكونك مستخدم عادي غير خبير، سيوفر لك المعيار بعض الزوايا التي ستمنحك رؤية أكثر نضوجاً لتتمكن من تقييم كفاءة الشركة في إدارة كافة جوانب عقود التأمين، هذا الكتاب سوف يدلك على تلك الزوايا.
بطريقة أو بأخرى تلك المكونات كانت تستخدم ضمن القياس بشكل متفاوت، أما الجديد كلياً على قياس تلك الالتزامات، فستكون تكاليف الاستحواذ، والتي كانت تعالجها الغالبية العظمى من الشركات كأصول ثم يتم توزيعها بطريقة منهجية على كل فترة "استهلاك”, وبعضها كانت تعترف بها كمصروفات عند تكبدها، معيار 17 سيلغي كل ذلك، حيث يتطلب إدراج هذه التكاليف ضمن قياس التزامات التأمين، مع السماح في حالة واحدة بالاعتراف بها كمصروفات عند تكبدها، رؤية المعيار في ذلك تمثل أحد الجوانب المنطقية التي يعتمد عليها، والتي عند إطلاعك عليها، ستتعجب! فتتساءل، هذه المعالجة منطقية جداً، لماذا لم ندركها من قبل!
من جانب آخر، ادخل المعيار عدة تغييرات تاريخية على نمط العرض التقليدي الذي يتبناه معيار المحاسبة الدولي رقم 1, سواء على قائمة المركز المالي أو الدخل الشامل الآخر، على سبيل المثال، الإيرادات، ذلك البند الذي دائماً أول ما يشغل تفكير أغلب مستخدمي القوائم المالية، فقبل تطبيق المعيار كان من الصعب إجراء مقارنة دقيقة لإيرادات الشركات داخل قطاع التأمين لعدة أسباب، معيار 17 سوف يزيح بالكامل هذه الإشكالية بوضعه بند واحد فقط تحت مسمى إيرادات التأمين، والتي سوف تعتمد في تحديدها على مباديء معيار التقرير المالي الدولي رقم 15, مع استبعاد مكونات الاستثمار التي تصور استثمارات حاملي الوثائق، هذا سيمكن المستخدمين من إجراء مقارانات بسهولة بين إيرادات الشركات ليس داخل قطاع التأمين الدولي فقط بل سيشمل أيضاً جميع الشركات الحول العالم التي تتبع المعايير الدولية، والتي تقدم خدمات بموجب عقود يعتبرها المعيار ضمن نطاقه.
مثال آخر، سيتم عرض أثر القيمة الزمنية للنقود بشكل منفصل بالأرباح أو الخسائر ضمن مصروفات تمويل التأمين والتي ستعرض أيضاً بشكل منفصل عن دخل الاستثمار، هذا سيمنحك معلومات جيدة عن العائدات على الاستثمارات ذات الصلة بالتأمين وظروف السوق الحالية. سوف نسلط الضوء بالتفصيل على كافة جوانب هذه الثورة غير المسبوقة.
ختاماً سوف يكون هناك تسويات تفصيلية لمكونات التزامات عقود التأمين ضمن الإفصاحات، الأمر الذي سيعزز من فهم المستخدمين لحركة المبالغ ذات الصلة بعقود التأمين، إضافة إلي مزيد من الإيضاحات حول المخاطر، وإفصاحات أخرى أكثر تفصيلاً عن قبل حول الاجتهادات، نظراً لأن هذا المعيار قائم وبشكل كبير على الاجتهادات المبنية على المباديء العامة، وهي سمة حقبة المحاسبة الجديدة.